# Contea di Changli
La contea di Changli (昌黎县S, ChānglíP) è una contea della Cina, situata nella provincia di Hebei e amministrata dalla prefettura di Qinhuangdao.